# Osvaldo Dorticós Torrado
Osvaldo Dorticós Torrado (17. dubna 1919 Cienfuegos – 23. června 1983 Havana) byl kubánský politik a 21. prezident Kuby od 17. června 1959 do 2. prosince 1976, tedy v době kdy byl premiérem Fidel Castro.
Později vykonával funkci ministra spravedlnosti, a to až do roku 1983, kdy spáchal sebevraždu.